# Студзянкі (Підляське воєводство)
Студзянкі (пол. Studzianki) — село в Польщі, у гміні Васильків Білостоцького повіту Підляського воєводства.
Населення — 1014 осіб (2011).
У 1975-1998 роках село належало до Білостоцького воєводства.

## Демографія
Демографічна структура станом на 31 березня 2011 року:
|          | Загалом | Допрацездатний вік | Працездатний вік | Постпрацездатний вік |
| -------- | ------- | ------------------ | ---------------- | -------------------- |
| Чоловіки | 483     | 93                 | 338              | 52                   |
| Жінки    | 531     | 107                | 311              | 113                  |
| Разом    | 1014    | 200                | 649              | 165                  |